# Walther Flaig
Walther Flaig (geboren 16. August 1893 in Aalen; gestorben 20. August 1972 in Bludenz, Österreich) war ein deutsch-österreichischer Alpenpublizist und Bergsteiger. Er machte fünfzig Erstbegehungen in der Silvretta und im Rätikon. Seit den 1920 er Jahren schrieb er Dutzende von Gebietsführern, Skitourenführern und Bergbüchern, Standardwerke über Lawinen und über Gletscher, auch zusammen mit seiner österreichischen Frau Hermine. Er schuf touristische Markennamen wie „Bernina - Festsaal der Alpen“ (über die Berninagruppe) und „Alpenpark Montafon“ (über das Montafon).
Flaig war Nationalsozialist. Er wurde 1944 von einem Schweizer Gericht in Abwesenheit zu 30 Monaten Gefängnis verurteilt und bekam ein lebenslanges Einreiseverbot.

## Leben
Walther Flaig wurde 1893 in Aalen geboren und wuchs in Stuttgart auf. Er war Soldat im Ersten Weltkrieg und wurde schwer verletzt. Nach dem Krieg schloss er 1921 das Studium zum Diplomlandwirt an der Landwirtschaftlichen Hochschule Hohenheim ab, seinen Beruf fand er aber in den Bergen. Ab 1921 unterstützte Flaig den Präsidenten der Sektion Austria des Deutschen und Österreichischen Alpenvereins und fanatischen Antisemiten Eduard Pichl, einen Arierparagraphen im gesamten Deutschen und Österreichischen Alpenverein durchzusetzen.
Er heiratete 1922 die Vorarlbergerin Hermine Rüdesser (1901–2000) aus Schruns, sie hatten zwei Kinder. Hermine Flaig war eine gute Bergsteigerin, Kletterin und Mitarbeiterin bei den Tourenbeschreibungen, die Walther Flaig, so nannte er sich fortan, unter seinem Namen herausgab. Sie wohnten zunächst in Bürserberg und dann in Gargellen.
Die Familie Flaig zog 1929 in die Schweiz nach Klosters, wo er als PR-Berater für Schweizer Tourismusorganisationen arbeitete und sich in der Schweiz einen Namen machte. Zum 1. Juni 1933 trat er der NSDAP bei (Mitgliedsnummer 1.799.182), angeworben vom Leiter der Schweizer NSDAP/AO Wilhelm Gustloff.
Nach dem Attentat auf Gustloff 1936 verlor Flaig allerdings wegen seiner offen gezeigten nationalsozialistischen Gesinnung Aufträge und zog um nach Vaduz und 1939 nach Bludenz, das mit dem Anschluss Österreichs nunmehr im Deutschen Reich lag. Im Jahr 1941 wurde Flaig im Rang eines Hauptmanns der Reserve eingezogen und arbeitete in der Abwehrstelle (Ast) Salzburg als Agentenführer für das Operationsgebiet Schweiz. Als seine Agentenzelle jüdischen Fluchthelfern im besetzten Polen auf der Spur war, denen Ausweispapiere aus der Schweiz zugespielt wurden, flog diese auf.
Flaig wurde 1944 von einem Schweizer Militärgericht in Abwesenheit zu 30 Monaten Gefängnis verurteilt, und es wurde ein lebenslanges Einreiseverbot verfügt. Dieses wurde nach dem Zweiten Weltkrieg nicht aufgehoben und von Flaig auch nicht gerichtlich angefochten.
Flaig verzeichnete fünfzig Erstbegehungen in der Silvretta und im Rätikon, er schrieb Dutzende von Gebietsführern, Skitourenführern und Bergbüchern, Standardwerke über Lawinen und über Gletscher, führte Ausbildungskurse durch und hielt Vorträge. Er schuf touristische Markennamen wie „Bernina - Festsaal der Alpen“ mit seinem 1962 nach fast 40-jähriger Pause wiederaufgelegten Band über die Berninagruppe und „Alpenpark Montafon“ (über das Montafon).
Er starb 79-jährig 1972 in Bludenz.
Sein Sohn Günther Flaig führte die Veröffentlichung der 1924 begonnenen Reihe "Die Nordrhätischen Alpen" (Rätikon, Silvretta, Verwall und Saumnaun) unterstützt von Hermine Flaig, die laut Vorwort "bis ins hohe Alter alpin-schriftstellerisch tätig war" fort.

## Schriften (Auswahl)
Laut Katalog der Deutschen Nationalbibliothek veröffentlichte Flaig 89 Bücher und auch 8 Karten (hauptsächlich in den 20er Jahren, überwiegend Schikarten von Vorarlberg)
- Walther Flaig: Hoch über Tälern und Menschen: Im Banne d. Bernina. Dieck & Co., Stuttgart, 1. Januar 1925, 1. Auflage
- Walther Flaig: Bernina Festsaal der Alpen, 1962 1. Auflage und 1967 2. Auflage
- Walther Flaig: Lawinen: Abenteuer u. Erfahrung, Erlebnis u. Lehre. 2., vollst. neubearb.  Auflage. Brockhaus, Wiesbaden 1955 (dnb.de [abgerufen am 27. August 2023]).
- Walther Flaig, Hermine Flaig: Alpenpark Montafon : Führer und kleine Heimatkunde der Talschaft Montafon in Vorarlberg, Österreich. Ruß, Schwarzach, 1998, 13., verm. und verb. Auflage
- Walther Flaig, Günther Flaig: Berninagruppe : Gebietsführer für Wanderer, Bergsteiger und Hochalpinisten. Bergverlag Rother, München, 1997, 11., verb. Auflage
- Silvretta : ein Führer für Täler, Hütten und Gipfel. Bergverlag Rother, München, 1996
- Bregenzerwaldgebirge : ein Führer für Täler, Hütten und Berge. Bergverlag Rother, München, 1977